# 농업의 역사

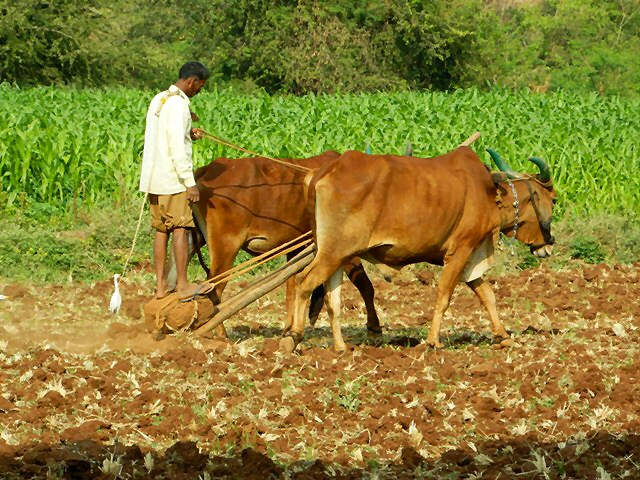
소를 이용한 밭갈기

농업의 역사(History of agriculture)는 동식물의 순화와 이를 생산적으로 기르는 기술의 개발과 보급을 기록하고 있다. 농업은 세계 여러 지역에서 독립적으로 시작되었으며 다양한 종류의 분류군을 포함했다. 구대륙과 신대륙의 적어도 11개의 분리된 지역이 독립적인 기원 중심지로 관련되었다.
야생 곡류는 적어도 105,000년 전에 수집되어 식량으로 쓰였다. 그러나 순화는 훨씬 나중에까지 발생하지 않았다. 기원전 9500년경부터 시작하여 8개의 신석기 시조 작물은 – 외알밀, 보리, 완두, 렌즈콩, 병아리콩 및 아마 – 레반트에서 재배되었다. 호밀은 더 일찍 재배되었을 수 있지만 이 주장은 여전히 논란의 여지가 있다. 쌀은 6200 BC 중국에 의해 순화하였 다음에, 5700 BC에서 가장 초기 배양과 녹두, 콩과 팥이 순화되었다. 기원전 11,000년경 메소포타미아에서 돼지가 가축화되었고, BC 11,000년에서 9000년 사이 에 양이 가축화되었다. 소는 기원전 8500년경 현대 터키와 인도 지역에서 야생 오록스에서 길들여졌다. 수수는 기원전 3000년경 아프리카 사헬 지역에서 재배되었다. 낙타는 기원전 3000년경 늦게 가축화되었다.
남아메리카에서 농업은 기원전 9000년에 시작되었으며, 나중에는 소수의 작물이 된 여러 종의 식물을 재배하는 것으로 시작되었다. 남미의 안데스 산맥에서 감자, 강낭콩, 토마토, 땅콩, 코카, 라마, 알파카, 기니피그와 함께 기원전 8000년에서 기원전 5000년 사이에 길들여졌다. 카사바는 기원전 7000년 이전에 아마존 분지에서 길들여졌다. 옥수수(Zea mays)는 야생 옥수수속이 기원전 7000년경에 길들여졌다. 면화는 기원전 4200년까지 페루에서 재배되었다. 또 다른 면화 종은 메소아메리카에서 길들여져 현대의 섬유 산업에서 단연코 가장 중요한 면화가 되었다.
사탕수수와 일부 뿌리채소는 기원전 7000년경 뉴기니에서 재배되었다. 바나나는 같은 기간에 파푸아뉴기니에서 재배되고 교배되었다. 호주에서는 Budj Bim의 가장 오래된 뱀장어 덫이 기원전 6,600년으로 거슬러 올라가고에서 바나나에 이르는 여러 작물이 재배되면서 현재 지정되지 않은 시기에 농업이 발명되었다.
청동기 시대, c. 기원전 3300년, 메소포타미아 수메르, 고대 이집트, 인도 아대륙의 인더스 계곡 문명, 고대 중국, 고대 그리스와 같은 문명에서 농업이 강화되는 것을 볼 수 있다. 철기 시대와 고전 고대 동안 고대 로마의 확장, 두 공화국 다음과 제국의 전반에 걸쳐 고대 지중해와 서유럽 또한 설정하는 동안 농업의 기존 시스템에 내장 장원 중세 농업의 근간이 되었다.  중세에 이슬람 세계와 유럽 모두에서 농업은 사탕수수, 쌀, 목화 및 오렌지와 같은 과일 나무가 유럽에 도입되는 것을 포함하여 개선된 기술과 작물의 보급으로 변형되었다. 1492년 크리스토퍼 콜럼버스의 항해 이후 콜롬버스의 교환은 옥수수, 감자, 토마토, 고구마, 카사바 같은 신대륙 작물과 밀, 보리, 쌀, 순무와 같은 구대륙 작물과 가축을 유럽으로, 말, 소, 양, 염소를 아메리카로 전파하게 되었다.
관개, 돌려짓기 및 비료는 신석기 혁명 직후 도입되었으며 영국 농업 혁명을 시작으로 지난 200년 동안 훨씬 더 발전했다. 1900년 이래로 선진국의 농업과 개발도상국의 농업은 인간 노동이 기계화로 대체되고 합성 비료, 농약 및 품종개량으로 인해 생산성이 크게 향상되었다. 하버법은 산업적 규모의 질산암모늄 비료 합성을 가능하게 하여 작물 수확량을 크게 증가시켰다. 현대 농업은 인구 과잉, 수질 오염, 바이오 연료, 유전자 변형 생물, 관세 및 농업 보조금을 포함한 사회적, 정치적, 환경적 문제를 제기했다. 이에 대한 대응으로 20세기에는 합성 살충제 사용의 대안으로 유기농법이 발전했다.

## 같이 보기
- 기후 변화와 농업
- 녹색 혁명
- 면화의 역사
- 설탕의 역사